# Apoloniusz Tajner
Apoloniusz Leopold Tajner (ur. 17 kwietnia 1954 w Goleszowie) – polski kombinator norweski, trener, działacz sportowy i polityk. Szkoleniowiec reprezentacji Polski w skokach narciarskich (1999–2004), prezes Polskiego Związku Narciarskiego (2006–2022), wiceprezes Polskiego Komitetu Olimpijskiego (2017–2023), poseł na Sejm X kadencji (od 2023).

## Życiorys

### Kariera sportowa i wykształcenie
W młodości uprawiał kombinację norweską. Kilkukrotnie zostawał mistrzem Polski juniorów, zajął też piąte miejsce na mistrzostwach świata juniorów. Najdłuższy skok oddał na odległość 109 m. Karierę zakończył w związku ze studiami.
Ukończył Technikum Mechaniczne w Ustroniu. W 1980 został absolwentem Akademii Wychowania Fizycznego w Krakowie z dyplomem trenera narciarstwa II klasy. Później uzyskał tytuł trenera klasy mistrzowskiej w skokach narciarskich i kombinacji norweskiej.

### Działalność zawodowa
W latach 1979–1983 pracował jako trener w Olimpii Goleszów, po czym do 1984 był zatrudniony w ośrodku przygotowań olimpijskich w Bielsku-Białej. Od 1984 do 1990 prowadził reprezentację Polski w kombinacji norweskiej, trenował ją m.in. podczas igrzysk olimpijskich w 1988 w Calgary. Następnie przez kilka lat zajmował się prowadzeniem sklepu z odzieżą i obuwiem. W latach 1994–1999 pełnił funkcję wiceprezesa do spraw sportowych w Polskim Związku Narciarskim. Odpowiadał za zatrudnienie Czecha Pavla Mikeski jako trenera głównego polskiej kadry skoczków. W czerwcu 1999 sam objął to stanowisko. Wprowadził do sztabu szkoleniowego fizjologa Jerzego Żołądzia oraz psychologa Jana Blecharza. Wkrótce sukcesy w prowadzonej przez niego kadrze zaczął odnosić Adam Małysz – trzykrotnie z rzędu zdobył Puchar Świata, wywalczył trzy tytuły mistrza świata, wygrał 49. Turniej Czterech Skoczni oraz zdobył srebrny i brązowy medal na igrzyskach olimpijskich w 2002 w Salt Lake City. Prowadzony przez niego zespół 9 grudnia 2001 po raz pierwszy w historii stanął na podium w konkursie drużynowym PŚ, plasując się na trzecim miejscu (za Finami i Japończykami). W marcu 2004 Apoloniusz Tajner podał się do dymisji, motywując to względami osobistymi. Zakończył pełnienie zajmowanej funkcji w następnym miesiącu.
Również w 2004 objął stanowisko dyrektora sportowego w PZN, a następnie sekretarza generalnego związku. W listopadzie 2005 minister sportu mianował go kuratorem PZN. 2 lutego 2006 wybrano go na prezesa tej organizacji; na walnym zjeździe w Krakowie otrzymał 38 na 57 oddanych głosów ważnych. Związkiem kierował do 25 czerwca 2022, kiedy to jego następcą został Adam Małysz. Wyróżniono go następnie tytułem prezesa honorowego PZN.
W 2017 został wiceprezesem Polskiego Komitetu Olimpijskiego, pełnił tę funkcję do 2023.

### Działalność polityczna

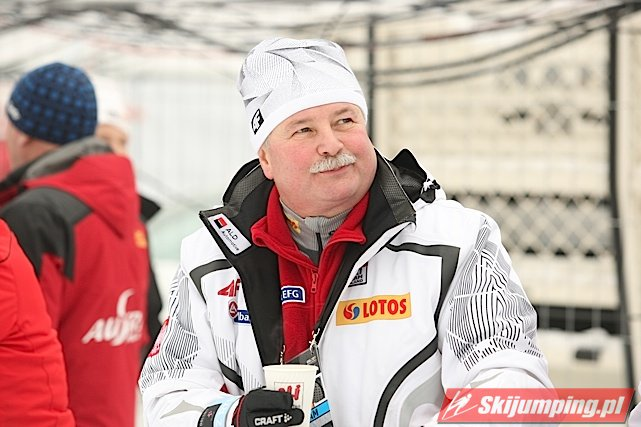
Apoloniusz Tajner na mistrzostwach świata w Oslo (2011)

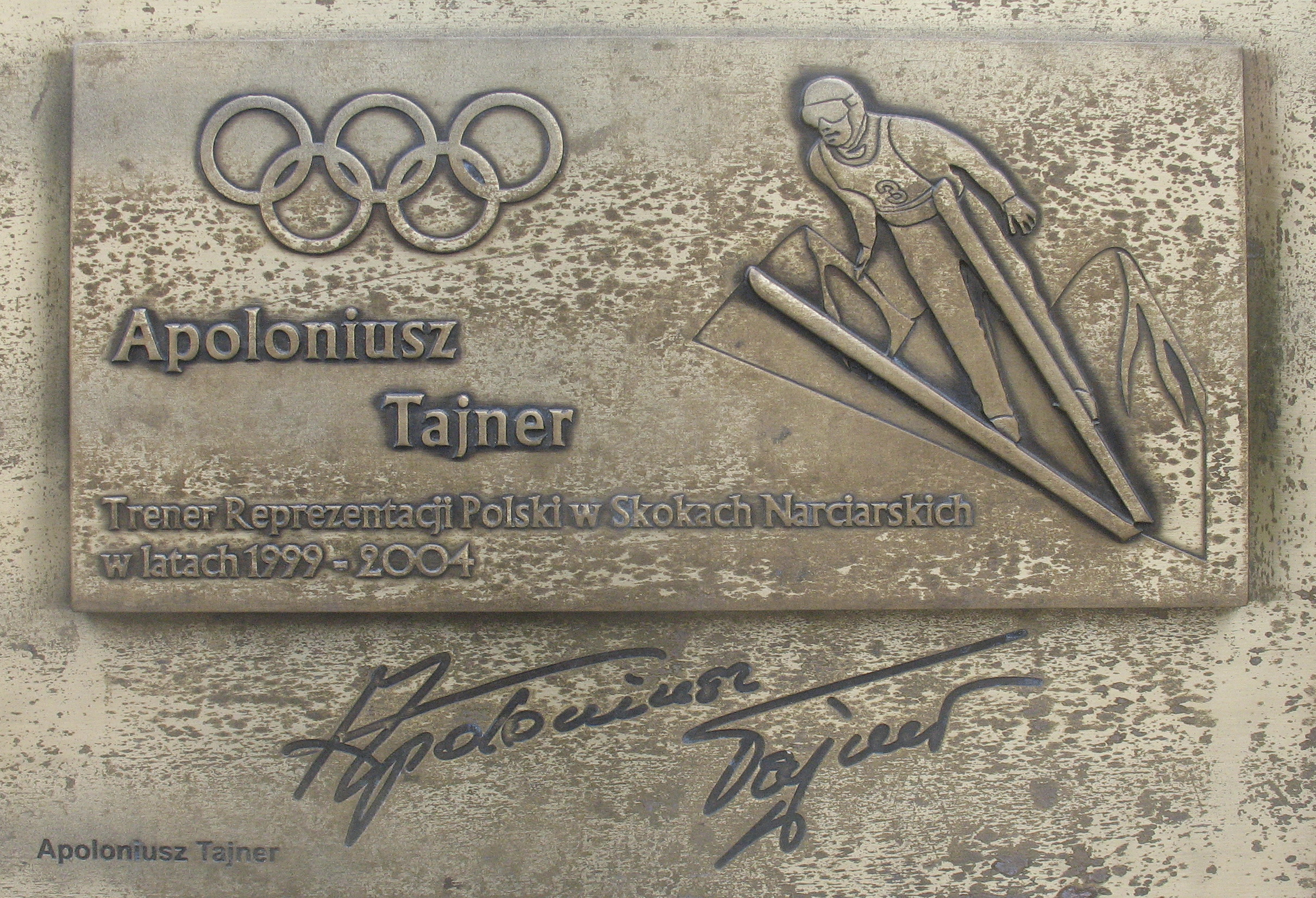
Okolicznościowa plakieta i autograf Apoloniusza Tajnera w Alei Gwiazd Sportu w Dziwnowie

W wyborach do Parlamentu Europejskiego w 2004 bez powodzenia kandydował z listy Polskiego Stronnictwa Ludowego w okręgu śląskim, otrzymując 7265 głosów.
W wyborach parlamentarnych w 2023 wystartował do Sejmu z ramienia Koalicji Obywatelskiej w okręgu bielskim. Uzyskał mandat posła X kadencji, zdobywając 20 748 głosów. W Sejmie zasiadł w Komisji Kultury Fizycznej, Sportu i Turystyki oraz Komisji Gospodarki i Rozwoju.

## Osiągnięcia kadry kierowanej przez Apoloniusza Tajnera
| Medal | Zawodnik    | Zawody                   | Rok  |
| ----- | ----------- | ------------------------ | ---- |
|       | Adam Małysz | Turniej Czterech Skoczni | 2001 |
|       | Adam Małysz | Mistrzostwa świata       | 2001 |
|       | Adam Małysz | Mistrzostwa świata       | 2001 |
|       | Adam Małysz | Puchar Świata            | 2001 |
|       | Adam Małysz | Puchar Świata w lotach   | 2001 |
|       | Adam Małysz | Igrzyska olimpijskie     | 2002 |
|       | Adam Małysz | Igrzyska olimpijskie     | 2002 |
|       | Adam Małysz | Puchar Świata            | 2002 |
|       | Adam Małysz | Turniej Czterech Skoczni | 2003 |
|       | Adam Małysz | Mistrzostwa świata       | 2003 |
|       | Adam Małysz | Mistrzostwa świata       | 2003 |
|       | Adam Małysz | Puchar Świata            | 2003 |

## Wyniki w wyborach ogólnopolskich
| Wybory | Komitet wyborczy | Komitet wyborczy           | Organ                            | Okręg | Wynik          |
| ------ | ---------------- | -------------------------- | -------------------------------- | ----- | -------------- |
| 2004   |                  | Polskie Stronnictwo Ludowe | Parlament Europejski VI kadencji | nr 11 | 7265 (0,95%)   |
| 2023   |                  | Koalicja Obywatelska       | Sejm X kadencji                  | nr 27 | 20 748 (4,66%) |

## Życie prywatne
Jest synem Leopolda Tajnera i bratankiem Władysława Tajnera.
W 1974 zawarł związek małżeński z Aleksandrą, którą poznał podczas nauki w szkole średniej. Małżonkowie rozwiedli się w 2014. Mają dwoje dzieci: Tomisława (skoczka narciarskiego) i Dominikę (która była żoną piosenkarza Michała Wiśniewskiego).
Jego partnerką życiową została Izabela Podolec, którą poślubił w 2019. Mają syna Leopolda.

## Odznaczenia i wyróżnienia
Ordery i odznaczenia
- Krzyż Komandorski Orderu Odrodzenia Polski (2022, za wybitne osiągnięcia w pracy szkoleniowej i trenerskiej, za działalność na rzecz promowania polskiego narciarstwa na arenie międzynarodowej)[23][11]
- Krzyż Oficerski Orderu Odrodzenia Polski (2002, za wybitne zasługi dla rozwoju sportu)[24]

Nagrody i wyróżnienia
- Tytuł „Trenera Roku” w Plebiscycie „Przeglądu Sportowego”  (2002, wraz z Jerzym Engelem)[25]
- Tablica w Alei Gwiazd Sportu w Wiśle[26]
- Gwiazda w Alei Gwiazd Sportu we Władysławowie[27]
- Kamień Milowy „Forbesa”[28] (2012)